# Michel Canac
Pour les articles homonymes, voir Canac.
Michel Canac, né le 2 août 1956 à Aime (Savoie) et mort le 30 mai 2019 au Glacier Noir, (Massif du Pelvoux - Hautes-Alpes) est un skieur alpin français spécialiste de slalom. Il a marqué sa génération en faisant évoluer la technique de passage des piquets.

## Biographie
Michel Canac naît le 2 août 1956 à Aime, dans le département français de la Savoie ; est le fils de l'alpiniste écrivain Roger Canac. 
En 1982, il finit 5e au combiné des championnats du monde à Schladming (Autriche). Il participe aux Jeux olympiques de Sarajevo en 1984.
Après sa carrière, il est brièvement moniteur de ski à l'ESF de Serre-Chevalier, dans les Hautes-Alpes, avant de devenir guide de haute-montagne à Briançon.

## Carrière sportive
Il est membre de l'équipe de France de ski alpin entre 1978 et 1985, et compte :
- 50 participations en coupe du monde
- 10 participations au championnat de France

- 1982 : sélectionné au Championnat du monde de ski alpin Schladming (Autriche)
- 1984 : sélectionné aux Jeux Olympiques de Sarajevo (Yougoslavie)

### Palmarès

#### Championnat du monde
- 1982   Schladming (Autriche)  slalom du combiné 3e
- 1982   Schladming  (Autriche) combiné                 5e

#### Coupe du monde
11 places dans les 15 premiers
- 13/02/1981        Garmisch (Allemagne)                 slalom       12e
- 24/01/1982        Wengen (Suisse)                         slalom       11e
- 21/12/1982        Madonna di Campiglio (Italie)     slalom        9e
- 21/12/1982        Madonna di Campiglio (Italie)     combiné     9e
- 04/01/1983        Parpan (Suisse)                           slalom       7e
- 23/01/1983        Kitzbühel (Autriche)                     slalom       9e
- 30/01/1983        Kranjska Gora (Yougoslavie)   slalom       3e
- 06/02/1983        Sankt Anton (Suisse)                   slalom       4e
- 12/02/1983        Markstein (France)                      slalom      13e
- 20/03/1983        Furano (Japon)                            slalom       7e
- 27/01/1884        Parpan (Suisse)                           slalom     13e

#### Coupe d'Europe de ski alpin
- 14/02/1981        Bad Wiessee (Allemagne)           slalom      Vainqueur

#### Championnat de France de ski alpin
- 1980        Alpe d'Huez            Champion de France de slalom
- 1980        Alpe d'Huez            Champion de France de combiné
- 1982        Valberg                   Vice Champion de France de slalom
- 1982        La Rosière              Vice Champion de France de slalom parallèle
- 1984        Auron                      3e du Championnat de France
- 1984        Auron                     Champion de France de combiné

#### Challenge des moniteurs du ski français
- 23/04/1978        Saint Moritz (Suisse)                   Champion de France des moniteurs de ski
- 23/04/1988        Les Arcs                                       Champion de France des moniteurs de ski

### Innovateur, inspirateur du renouveau du slalom en France
Toujours en recherche d'innovation, Michel Canac a « révolutionné la technique du slalom », comme l'a écrit Gilles Chappaz, rédacteur en chef du magazine Ski français. Au début des années 1980, sa technique innovante a permis de s'adapter au changement des anciens piquets de slalom en bois aux piquets articulés. On disait alors « passer à la Canac ».
À l'époque où les piquets de slalom étaient encore en bois, et les slalomeurs n'avaient pas de casque, Michel Canac est « le premier skieur à effacer les piquets de slalom avec la main opposée », qui permet de passer au plus près des piquets.

### Sportif de montagne passionné et talentueux
Michel Canac devient guide de haute montagne en 1985.
Après sa carrière de skieur alpin, il se passionne pour les sports de montagne : alpinisme, grimpe, cascade de glace, VTT, ski de pente raide…
À 62 ans, il était reconnu et admiré par ses pairs pour sa virtuosité en ski de pente raide.